# Dendropanax productus
Dendropanax productus är en araliaväxtart som beskrevs av Hui Lin Li. Dendropanax productus ingår i släktet Dendropanax och familjen Araliaceae. Inga underarter finns listade.